# Первая научная история войны 1812 года
«Первая научная история войны 1812 года» — публицистическая книга российского писателя Евгения Николаевича Понасенкова об Отечественной войне 1812 года.
Книга опубликована издательством АСТ в 2017 году, переиздана этим же издательством в 2018 и 2020 годах.
Написана в духе исторического ревизионизма. Некоторые российские историки отмечали скандальный характер книги и критиковали её содержание.

## Содержание
В аннотации к книге Е. Н. Понасенков характеризуется как крупнейший в России специалист по эпохе Наполеона, известный учёный, выпускник исторического факультета МГУ, автор многих научных работ, который не только изучил десятки тысяч документов, хранящихся в российских и европейских архивах, но и дневники и мемуары очевидцев эпохи. Также в аннотации указывается, что Е. Н. Понасенков является создателем принципиально нового описания войны 1812 года, а также интеллектуальным гуру нового поколения.
Книга условно делится на три части:
- В первой автор рассказывает о своих исторических заслугах, культурных достижениях, коллекциях, делится с читателями воспоминаниями и размышлениями.
- Вторая часть книги является публицистически-исторической, в которой излагается концепция мироустройства в виде противостояния России (в виде Хаоса) с Западом (в виде Света).
- Третья часть состоит из приложений, в которых скопированы чужие материалы и опубликованы хорошо известные в науке документы и воспоминания.

### Главы
1. От автора
2. Историография
3. Российская империя — предыстория
4. Российская империя в эпоху войны 1812 года
5. Австрия: между Францией и Россией
6. Континентальная блокада Англии и экономика России
7. Причины войны, подготовка и планы сторон
8. От Немана до Москвы: начало гражданской войны в России
9. Наполеон в Москве: продолжение гражданской войны в России
10. От Москвы до перемирия 4 июня 1813 года — и гражданская война в России
11. О целях и характере антифранцузских коалиций конца XVIII ‒ начала XIX вв
12. Наполеон и Александр I: Европа между здравым смыслом и мракобесием
13. Пропаганда войны 1812 года и планы Сталина перед Второй мировой войной
14. Армия Наполеона перед войной 1812 года
15. Русские армии перед началом кампании 1812 года
16. Литовцы, белорусы и украинцы в Императорской гвардии Наполеона
17. Гражданская война 1812 года
18. Основные архивные хранилища и библиография
19. Современные наполеоновские организации
20. Документы
21. Человечество, Личность и «параллельные реальности»
22. Сравнение путешествий в Бородино и Ваграм
23. Заключения ведущих учёных Российской академии наук.

### Редакция
В книге указаны рецензенты, редакционная коллегия не указана.
Книга опубликована в авторской редакции, что отмечалось издательством, а сам Е. Н. Понасенков организовал рекламную кампанию своей книги в социальных сетях и дал несколько интервью различным СМИ.

## Издания
Книга была несколько раз переиздана:
1. 2017 — Понасенков Е. Н. Первая научная история войны 1812 года. — М.: АСТ, 2017. — 800 с. — 5000 экз. — ISBN 978-5-17-102143-6.
2. 2018 — Понасенков Е. Н. Первая научная история войны 1812 года. — 2-е изд., испр. и доп.. — М.: АСТ, 2018. — 864 с. — (Скандалы истории). — 24 000 экз. — ISBN 978-5-17-107656-6. Архивировано 9 ноября 2021 года.
3. 2020 — Понасенков Е. Н. Первая научная история войны 1812 года. — 3-е изд., испр. и доп.. — М.: АСТ, 2020. — 896 с. — (Скандалы истории). — 5000 экз. — ISBN 978-5-17-120818-9. Архивировано 9 ноября 2021 года.

Издания имеют твёрдый переплёт, бумага офсетная, формат: 170×242 мм, масса около: 1,5 кг. Тираж составил 34 000 экземпляров (2017—2020).

## Рецензии и критика
В 2018 году книгу начали обсуждать, оценивать и рецензировать, среди критических отзывов:
- Историк Олег Соколов обратил внимание, что в книге «Первая научная история войны 1812 года» «по крайней мере большая часть из рецензентов не писали рецензию на эту книгу и не видели её», а «Н. Ю. Шведова была, оказывается, в ужасе, когда ей сообщили, что она рецензент этой книги» и А. А. Васильев, с которым у Соколова была личная беседа, «не видел никакой книги до её появления». В своём обзоре Соколов указал на то, что Понасенков пользовался лишь уже опубликованными источниками, выразил сомнение в том, что им велась работа с первоисточниками в архивах (особенно во Франции), поскольку имеет место небрежность со ссылочным аппаратом. Также Соколов подверг критике методологический подход Понасенкова, указав, что невозможно проводить параллели между Отечественной войной 1812 года и Великой Отечественной войной, личностями Александра I и Наполеона, Сталина и Гитлера, поскольку это абсолютно разные эпохи. Были также отмечены неверные статистические данные о численности русской и французской армий, которые в своей книге приводит Понасенков. Отдельно Соколов выразил недоумение относительно высказывания Понасенкова о М. И. Кутузове, которого публицист называет моральным уродом, которому не знающие исторических реалий потомки поставили большое количество памятников, и его утверждениям о том, что Александр I был импотентом и латентным гомосексуалистом. В заключение Соколов высказал следующее мнение о Понасенкове: «Пишет он довольно легко. Может, у парня были кое-какие таланты, но вот эти таланты исчезли в чудовищном самомнении, в желании эпатировать, в желании позёрства какого-то. И человек, который мог бы написать неплохие исторические труды, в результате написал вот то, что принять невозможно»[3].

- Историк Никита Павлович Соколов, касаясь содержания книги, указав на неуместность в книге посторонних тем вроде описания генома неандертальца, высказал мнение, что книга Понасенкова по существу ничего принципиально нового не содержит, так как многое позаимствовано из работ историка Н. А. Троицкого. Историк также отметил большое количество проколов, к которым относит заявления Понасенкова об открытии первым работы 1819 года, хотя эту работу до публициста подробно описал А. Г. Тартаковский, который есть в списке литературы книги Понасенкова. Соколов делает вывод, что Понасенков не читал большую часть работ, приведённых в списке литературы. Историк также обратил внимание на прямой подлог, на который идёт Понасенков, что «это чистый фол, с научной точки зрения»[6].

- Главный редактор научно-просветительского портала «Антропогенез.ру» Александр Соколов в интервью газете «Коммерсантъ» высказал мнение, что творчество Понасенкова можно назвать эрзац-наукой — имитацией исторического исследования с заранее известным автору результатом и с постоянными нападками на прочих учёных, а также указал на множество заимствований публицистом у других авторов, несмотря на восприятие его многими людьми как реального учёного путём использования наукообразного языка, жонглирования цитатами, ссылками и коммерческой раскрутке. Соколов делает вывод, что подобного рода деятельность «может быть серьёзной проблемой», так как преподносится очень пафосно, поэтому даже на умного человека, если он далёк от эпохи Наполеона, могут произвести впечатление книги Понасенкова, где представлено «несколько тысяч источников, цитаты, ссылки на документы», хотя это и «вульгарная история»[7].

- Историк Л. И. Агронов отметил, что в книге «Первая научная история войны 1812 года» Понасенков по сути воюет с наиболее одиозными положениями историографии эпохи Сталина и эпохи застоя, хотя в историографии академической это давно не актуально. Агронов обращает внимание на то, что для тех людей, которые плохо знакомы с историографией эпохи Наполеона, книга Понасенкова может произвести большое впечатление, однако специалист увидит огромное количество заимствований из академической историографии в виде колоссального количества переписанных ссылок на источники, литературу, переписанных цитат без конкретных указаний источников. В качестве примера он указывает, что заявленное с пафосом в книге лучшее в историографии расписание Великой армии на 1812 год в точности соответствует расписанию армии в монографии Вовси Эмана и Кузьмина «Французские генералы — участники похода на Россию 1812 года», вышедшей в 2012 году. Агронов также обращает внимание и на совпадение архивных фондов, всего содержания, хотя сам Понасенков полагает его за оригинальный текст, составленный на основе изучения сотен справочных изданий и архивов. Учёный замечает, что в книге публициста лейтмотивом является простая идея: Россия — страна-фейк, населённая дикарями, позволяющая себе вмешиваться в дела Европы, а любая агрессия против данной страны является актом необходимой самообороны[8].

Доктор исторических наук А. Н. Сахаров назвал книгу острой, интересной, правдивой и противоречивой.